# Opius pilosus
Opius pilosus är en stekelart som beskrevs av Fischer 1964. Opius pilosus ingår i släktet Opius och familjen bracksteklar. Inga underarter finns listade i Catalogue of Life.